# نابهنجاری
نابهنجاری یا نابهنجاری رفتاری (به انگلیسی: Abnormality behavior) اشاره دارد به هرگونه واگرایی از حد معمول و متوسط. این اصطلاح به صور گوناگون در ارتباط با انحراف های کاملاً ً کمی در تحلیل های آماری و نیز الگوهای رفتاری نامتعارف یا منحرف از نظر اجتماعی بکار برده می شود. با تکیه بر مفاهیم آماری به مشکلات جدی در تحلیل نابهنجاری برمی‌خوریم .
بسیاری از دانشمندان علوم اجتماعی از به کار بردن این اصطلاح در مواردی که برای جمع یا فردی زیانبار نباشد اجتناب می کنند و به جای این اصطلاح از «غیر انطباقی» (maladaptive) استفاده می کنند. 

## تحلیل مفهومی واژه
این واژه در زمینه های گوناگون به معانی مختلفی بکار می رود:
- نابهنجاری به منزله‌ی عمل یا رفتاری که از نظر تعداد در اقلیت است. برای این معنی شاید واژه‌ی نامتعارف گویاتر باشد. مثلاً اینکه کسی چندین عینک را همزمان به چشم بزند نامتعارف است.
- نابهنجاری به منزله‌ی آنچه در تقابل با هنجار است. مثلاً ً نپوشیدن شلوار و برهنه به خیابان آمدن در بسیاری کشورها نابهنجاری قلمداد می شود.